# Eumerus alboguttatus
Eumerus alboguttatus är en tvåvingeart som beskrevs av Matsumura 1916. Eumerus alboguttatus ingår i släktet månblomflugor, och familjen blomflugor. Inga underarter finns listade i Catalogue of Life.